# 沼田氏
沼田氏（ぬまたし）は、日本の氏族。主な流れとして次の一族がある
- 相模沼田氏 - 相模国足上郡（足柄上郡・南足柄市）を本領とした藤原秀郷流波多野氏一族の氏族
- 上野沼田氏 - 本姓不詳で上野国を本拠とした一族
- 若狭沼田氏 - 上野沼田氏の庶流で若狭国に土着し、沼田祐光を出した一族（『群馬文化』第343号令和3年69-90頁の論文に於ては、若狭沼田氏・上野沼田氏・高野山清浄心院の住職は同族であることを発表している）
- 越中沼田氏 - 藤姓秀郷流波多野氏を称した一族

## 上野沼田氏
中世に上野国利根郡沼田（現・群馬県沼田市）周辺を領した武士の一族。居城は沼田城。

### 出自
先祖は諸説あって不詳。『沼田町史』によれば、鎌倉時代に大友氏の一族・太郎実秀（大友能直の母方の叔父）が沼田氏を名乗ったが、その後、三浦氏系の沼田氏が入り、以後戦国時代まで続いたという。三浦氏系の沼田氏は、三浦泰村の次子・景泰が宝治合戦で自害せず逃亡し沼田氏の祖となったという（『加沢記』）。
このほかにも、『沼田町史』『沼田市史』は有力と見ていないが、緒方氏説（『上毛故城塁記』）と山科氏説（『上毛沼田伝記』）がある。前者は緒方惟秀の子・惟泰を、後者は鎌倉氏の一族・山科景正の子・景泰を沼田氏の先祖とする。

### 歴史
『吾妻鏡』に初出するのは沼田太郎で、文治元年（1185年）10月24日の頼朝随兵として登場する。沼田太郎は建久元年（1190年）11月にも随兵としてみえる。その後、沼田氏は和田合戦に参加している。どちらの陣営だったかは不明。この戦いで沼田七郎・次郎が戦死したと記載される。承久の乱では幕府方として参加した。
『沼田市史』によれば、鎌倉時代後期には大友氏が沼田を支配しており、大友一族が入っていたと見られる。そののちに三浦氏後裔（こうえい）を自称する沼田氏が登場した。
鎌倉末期以降は、沼田氏は元弘3年（1333年）の千早城・赤坂城攻めに鎌倉方として見え、結城合戦では沼田荘を本領とする沼田上野三郎が上州白旗一揆の成員だったとある。文明3年（1471年）5月30日には沼田彦三郎の子が足利義政から感状を得ており、一揆構成員から独立した武家になっていたとみられる。
享禄・天文年間には沼田中務大輔顕泰がいた。顕泰は享禄4年（1531年）に同族の発智氏と争っている。沼田城を築城し幕岩城から移って居城としたという。山内上杉憲政が後北条氏に敗れると、沼田顕泰はこれを迎え越後国へ落ち延びさせたが、隠居していた顕泰と当主・弥七郎（顕泰次男または三男）との間で内紛が起こる。弥七郎は北条氏側につき、顕泰は上杉氏側で家中が分裂したためであった。この内紛は、弥七郎が顕泰によって討たれ、その顕泰も北条方の厩橋長野氏によって攻められ越後に逃亡したことで、沼田領を後北条氏が手に入れ、沼田氏が没落して終わった。沼田氏の名跡は永禄2年（1559年）8月以前に北条綱成次男・北条康元が沼田城に入って継承した。
しかし永禄3年（1560年）、越後の上杉謙信が越山してくると、沼田康元は敗れ、沼田顕泰は復権して上杉配下で沼田衆を率いる立場になった。だが要衝・沼田城は上杉謙信家中の城代支配とされてしまった。
その後、沼田城は御館の乱の混乱で後北条氏側に奪回され、次いで武田勝頼配下の真田昌幸により調略された。一方、沼田顕泰の子・平八郎景義は後北条氏方となった由良氏について上野女淵城に復権していたが、天正9年（1581年）由良氏の支援を得て武田方となった沼田城の奪還を図った。しかし景義は真田昌幸の意を受けた金子泰清により沼田城で謀殺されてしまい、これによって沼田氏は滅亡した。